# Svetlana Gončarenko
Svetlana Valentinovna Gončarenko (in russo Светлана Валентиновна Гончаренко?, nata Svetlana Doronina; Rostov sul Don, 28 maggio 1971) è un'ex velocista russa.
Alle Olimpiadi di Sydney del 2000 è arrivata terza nella staffetta 4×400 metri insieme alle connazionali Julija Sotnikova, Ol'ga Kotljarova e Irina Privalova.

## Progressione

### 60 metri piani indoor
| Stagione | Risultato | Luogo | Data      | Rank. Mond. |
| -------- | --------- | ----- | --------- | ----------- |
| 2002     | 7"36      | Mosca | 21-1-2002 | -           |
| 1999     | 7"21      | Mosca | 22-1-1999 | -           |
| 1998     | 7"22      | Mosca | 8-2-1998  | -           |

### 100 metri piani outdoor
| Stagione | Risultato | Luogo     | Data      | Rank. Mond. |
| -------- | --------- | --------- | --------- | ----------- |
| 2002     | 11"37     | Čeboksary | 11-7-2002 | -           |
| 2001     | 11"45     | Tartu     | 19-6-2001 | -           |
| 1999     | 11"38     | Lucerna   | 5-7-1999  | -           |
| 1998     | 11"13     | Linz      | 5-7-1998  | -           |

### 200 metri piani outdoor
| Stagione | Risultato | Luogo           | Data      | Rank. Mond. |
| -------- | --------- | --------------- | --------- | ----------- |
| 2004     | 23"18     | Kazan'          | 8-7-2004  | -           |
| 2003     | 22"79     | Mosca           | 15-7-2003 | -           |
| 2001     | 22"86     | Tula            | 9-6-2001  | -           |
| 2000     | 23"42     | Losanna         | 5-7-2000  | -           |
| 1999     | 22"59     | Parigi          | 20-6-1999 | -           |
| 1998     | 22"46     | Salonicco       | 27-7-1998 | -           |
| 1996     | 23"01     | San Pietroburgo | 4-7-1996  | -           |
| 1995     | 22"89     | Saint-Denis     | 1-6-1995  | -           |
| 1994     | 23"58     | Copenaghen      | 28-8-1994 | -           |
| 1993     | 23"40     | Mosca           | 13-6-1993 | -           |
| 1992     | 23"60     | -               | 11-6-1992 | -           |

### 200 metri piani indoor
| Stagione | Risultato | Luogo      | Data      | Rank. Mond. |
| -------- | --------- | ---------- | --------- | ----------- |
| 2004     | 23"08     | Budapest   | 6-3-2004  | -           |
| 2003     | 23"37     | Mosca      | 26-2-2003 | -           |
| 2002     | 23"03     | Mosca      | 22-1-2002 | -           |
| 2000     | 23"24     | Liévin     | 13-2-2000 | -           |
| 1999     | 22"69     | Maebashi   | 6-3-1999  | -           |
| 1998     | 22"43     | Liévin     | 22-2-1998 | -           |
| 1997     | 22"84     | Liévin     | 16-2-1997 | -           |
| 1995     | 23"16     | Barcellona | 10-3-1995 | -           |

### 400 metri piani outdoor
| Stagione | Risultato | Luogo   | Data      | Rank. Mond. |
| -------- | --------- | ------- | --------- | ----------- |
| 2003     | 50"93     | Tula    | 9-8-2003  | -           |
| 2000     | 50"23     | Tula    | 23-7-2000 | -           |
| 1999     | 50"75     | Tula    | 29-7-1999 | -           |
| 1996     | 50"84     | Atlanta | 28-7-1996 | -           |
| 1995     | 51"47     | Mosca   | 16-6-1995 | -           |
| 1994     | 51"00     | Roma    | 8-6-1994  | -           |
| 1993     | 54"00     | -       | -         | -           |
| 1992     | 53"69     | -       | -         | -           |

### 400 metri piani indoor
| Stagione | Risultato | Luogo     | Data      | Rank. Mond. |
| -------- | --------- | --------- | --------- | ----------- |
| 2004     | 52"55     | Stoccolma | 12-2-2004 | -           |
| 2003     | 52"83     | Mosca     | 30-1-2003 | -           |
| 2000     | 52"66     | Volgograd | 4-2-2000  | -           |
| 1997     | 53"06     | -         | 21-2-1997 | -           |

## Palmarès
| Anno | Manifestazione  | Sede        | Evento      | Risultato        | Prestazione | Note                                    |
| ---- | --------------- | ----------- | ----------- | ---------------- | ----------- | --------------------------------------- |
| 1994 | Europei indoor  | Parigi      | 400 metri   | Oro              | 51"62       |                                         |
| 1994 | Europei         | Helsinki    | 400 metri   | Argento          | 51"24       |                                         |
| 1995 | Mondiali indoor | Barcellona  | 200 metri   | Semifinale       | 23"16       |                                         |
| 1995 | Mondiali indoor | Barcellona  | 4×400 metri | Oro              | 3'29"29     | Record nazionale                        |
| 1995 | Mondiali        | Göteborg    | 4×400 metri | Argento          | 3'23"98     |                                         |
| 1996 | Giochi olimpici | Atlanta     | 400 metri   | 5ª               | 50"84       |                                         |
| 1996 | Giochi olimpici | Atlanta     | 4×400 metri | 5ª               | 3'22"22     |                                         |
| 1997 | Mondiali indoor | Parigi      | 200 metri   | Bronzo           | 22"85       |                                         |
| 1997 | Mondiali indoor | Parigi      | 4×400 metri | Oro              | 3'26"84     |                                         |
| 1998 | Europei indoor  | Valencia    | 200 metri   | Oro              | 22"46       |                                         |
| 1998 | Europei         | Budapest    | 4×400 metri | Argento          | 3'23"56     |                                         |
| 1999 | Mondiali indoor | Maebashi    | 200 metri   | Argento          | 22"69       |                                         |
| 1999 | Mondiali indoor | Maebashi    | 4×400 metri | Oro              | 3'24"25     |                                         |
| 1999 | Mondiali        | Siviglia    | 200 metri   | Semifinale       | 22"68       |                                         |
| 1999 | Mondiali        | Siviglia    | 4×400 metri | Oro              | 3'21"98     | Miglior prestazione mondiale stagionale |
| 2000 | Giochi olimpici | Sydney      | 4×400 metri | Bronzo           | 3'23"46     |                                         |
| 2003 | Mondiali        | Saint-Denis | 200 metri   | Quarti di finale | 23"29       |                                         |
| 2004 | Mondiali indoor | Budapest    | 200 metri   | Argento          | 23"15       |                                         |

## Altre competizioni internazionali
1999
- Coppa Europa di atletica leggera ( Parigi)

2001
- Coppa Europa di atletica leggera ( Brema)